# サーファーファッション
サーファーファッションは、サーファーをイメージしたファッションである。サーファールックとも言う。アメリカンカジュアルの一種で、日焼け肌に薄着を特徴とする。代表的なアイテムは、サングラス、トロピカル風Tシャツ、ショートパンツまたはダボダボのズボン、ビーチサンダル、銀の装身具などである。
元々、1960年代前半の日本ではサーファーもアイビールック風が主流となっていたが、その後の移り変わりを経て1970年代後半にサーファーファッションが『JJ』などの雑誌で取り上げられるようになり、それが1970年代末から1980年代初頭にかけて流行した。アメリカ西海岸を中心に特集する雑誌『POPEYE』からも1978年に増刊として『the Surf Boy』が登場し、1979年にはサーファーを取り上げたアメリカ映画『ビッグ・ウェンズデー』と『カリフォルニア・ドリーミング』が日本公開され、音楽からもサーファーの支持を得た『カラパナ』と『パブロ・クルーズ』が登場し、サーファー人気を盛り上げていった。
大阪のアメリカ村は、この時期に若者服の一大拠点となった。こうしたファッションを街角でするがサーフィンをしない若者が増えて、彼らを陸（おか）サーファーなどと揶揄するむきもみられた。
また、普及にはムラサキスポーツの影響が大きい。ムラサキスポーツは一般的な男性ファッション誌に広告を出すような都市型ブランドが出店しないような郊外にも店を出しており、郊外の「ファッション誌は読まないが、スーパーで売っている服よりはかっこいい服を着たい」という層を取り込んでいる。その層はサーフィンをしていないにもかかわらずこぞってムラサキスポーツの提案するサーファーファッションを（ハーレー、ハンテンやガチャ、ビラボン、クイックシルバー、ロキシー、ラスティー、オニール、PIKO、オーシャンパシフィック、タウンアンドカントリーなど）普段着として受け入れた。
サーファーファッションは、1990年代後半の70年代ブームで部分的に復活し、一部はギャルファッション、お兄系にも影響を与えた。1990年代以降のサーファーファッションには、茶髪やハーフパンツなども取り入れられている。ココルルやブルームーンブルーに影響がみられる。